# Шизофреноподобное расстройство
Шизофреноподо́бное расстро́йство — психотическое расстройство, клинически очень напоминающее шизофрению, но имеющее какую-либо другую, не эндогенную этиологию (другое происхождение), например, возникшее после травмы головного мозга, инфекций и других экзогенных вредностей. Как правило, шизофреноподобный психоз не оставляет после себя характерного шизофренического дефекта.

## Этиология
Одной из наиболее распространённых причин данного расстройства является височная эпилепсия. Помимо этого причиной могут быть нарушения височной и теменной доли, возникшие после перенесённого энцефалита. Иногда данное расстройство встречается при хорее Гентингтона.

## Диагноз

### Органическое бредовое (шизофреноподобное) расстройство
Согласно МКБ-10, необходимо соответствие общим критериям психических расстройств вследствие повреждения мозга (F06), а также следующим признакам:
- в клинической картине присутствуют бредовые идеи (воздействия, преследования, ревности, болезни или смерти близкого человека);
- не наблюдается нарушений памяти и сознания.

В клинической картине возможны расстройства мышления, галлюцинации, отдельные кататонические феномены.
Общие диагностические указания (F06):
- G1. Объективные свидетельства (от физического и неврологического обследования и лабораторных анализов) о наличии болезни, повреждения или дисфункции головного мозга или системного физического заболевания причинно обуславливающего психические расстройства;
- G2. Временная связь между развитием основного заболевания и развития психического расстройства;
- G3. Редукция психического расстройства с выздоровлением от основного заболевания или со значительным его облегчением;
- G4. Отсутствие данных о других причинах психического расстройства.

#### Обозначение связи с болезнью
В МКБ-10 связь шизофреноподобного расстройства с определённой болезнью обозначается следующими кодами: F06.20 (в связи с травмой головного мозга), F06.21 (в связи с сосудистым заболеванием головного мозга), F06.22 (в связи с эпилепсией), F06.23 (в связи с новообразованием (опухолью) головного мозга), F06.24 (в связи с вирусом иммунодефицита человека (ВИЧ-инфекция)), F06.25 (в связи с нейросифилисом), F06.26 (в связи с другими вирусными и бактериальными нейроинфекциями), F06.27 (в связи с другими заболеваниями), F06.28 (в связи со смешанными заболеваниями), F06.29 (в связи с неуточнённым заболеванием).

#### Дифференциальный диагноз
Следует исключить:
- параноидную шизофрению F20.0
- хронические бредовые расстройства F22
- шизофреноподобные психотические расстройства, связанные с употреблением психоактивных веществ

По сравнению с параноидной шизофренией, при органическом бредовом синдроме обычно преобладают не слуховые, а зрительные галлюцинации, лучше сохранено мышление, более адекватен аффект.
Отличия от органического галлюциноза (F06.0) — преобладание бреда над галлюцинациями. От органического аффективного синдрома (F06.3) — преобладание бреда над аффективными проявлениями (расстройством настроения). От делирия — отсутствие колебаний уровня сознания.

### Шизофреноподобное расстройство вследствие употребления ПАВ
Шизофреноподобное расстройство также может возникнуть вследствие употребления психоактивных веществ, например кокаина (F14.50) или амфетамина (F15.50).